# Callicarpa acuminata
Callicarpa acuminata là một loài thực vật có hoa trong họ Hoa môi. Loài này được Kunth mô tả khoa học đầu tiên năm 1818.